# Stefano Sartori (giocatore di curling)
Stefano Sartori (Padova, 26 novembre 1961) è un ex giocatore di curling italiano.

## Carriera agonistica

### Nazionale
Il suo esordio con la nazionale italiana junior di curling è stato il campionato mondiale junior del 1981, disputato a Megève, in Francia: in quell'occasione l'Italia si piazzò al decimo posto posto.
In totale vanta 9 presenze in azzurro.
CAMPIONATI
Nazionale junior: 9 partite
- Mondiale junior
  - 1981 Megève ( Francia) 10°

## Altro
Stefano è maestro di sci a Cortina d'Ampezzo